# Xã Enterprise, Quận Ford, Kansas
Xã Enterprise (tiếng Anh: Enterprise Township) là một xã thuộc quận Ford, tiểu bang Kansas, Hoa Kỳ. Năm 2010, dân số của xã này là 882 người.